# Tschechoslowakische Badmintonmeisterschaft 1963
Die Tschechoslowakische Badmintonmeisterschaft 1963 fand in Prag statt. Es war die dritte Austragung der nationalen Titelkämpfe im Badminton in der ČSSR.

## Titelträger
| Disziplin    | Sieger                      |
| ------------ | --------------------------- |
| Herreneinzel | Alois Patěk                 |
| Dameneinzel  | Jiřina Krappelová           |
| Herrendoppel | Milan Kabátník Jiří Lacina  |
| Damendoppel  | Naďa Benešová Ivana Houfová |
| Mixed        | Petr Lacina Naďa Benešová   |